# Powieść z kluczem
Powieść z kluczem – odmiana powieści, w której przedstawione są prawdziwe postacie, a niekiedy również prawdziwe wydarzenia, pod zmienionymi, fałszywymi nazwami.

## Przykładowe powieści z kluczem
- Folwark zwierzęcy George’a Orwella (alegoria wczesnej historii ZSRR)
- Generał Barcz Juliusza Kaden-Bandrowskiego (pod nazwiskiem tytułowego bohatera tej powieści ukryta jest postać Józefa Piłsudskiego)
- Syzyfowe prace Stefana Żeromskiego
- Życie towarzyskie i uczuciowe[2] Leopolda Tyrmanda
- Widziane z góry Stefana Kisielewskiego
- Wspólny pokój Zbigniewa Uniłowskiego
- Miazga Jerzego Andrzejewskiego
- Spotkanie w Telgte (Das Treffen in Telgte) Güntera Grassa (opisuje fikcyjne spotkanie niemieckich poetów i pisarzy w 1647 r. mający na celu porozumienie i zakończenie wojny trzydziestoletniej, a poświęcony spotkaniom ważnej dla twórczości autora Grupy 47)
- Słońce też wschodzi (The Sun Also Rises) Ernesta Hemingwaya